# 아게오역
아게오역(일본어: 上尾駅, あげおえき)은 일본 사이타마현 아게오시에 있는 동일본 여객철도（JR동일본）다카사키 선의 역이다.

## 타는 곳
| 1 | ■다카사키 선 (우에노도쿄라인・도카이도 선 직결) | 오미야·우라와·아카바네·우에노·도쿄·시나가와·요코하마 방면            |
| 1 | ■쇼난 신주쿠 라인（도카이도 선 직결）           | 오미야·이케부쿠로・신주쿠・요코하마・오후나・히라쓰카・오다와라 방면 |
| 2 | ■다카사키 선                                    | (대피선)                                                             |
| 3 | ■다카사키 선                                    | 구마가야・다카사키・마에바시 방면                                    |

## 인접역
동일본 여객철도
■다카사키 선・■■쇼난 신주쿠 라인
보통
미야하라 - 아게오 - 기타아게오
쾌속 아방・특별쾌속・일부 하행선 통근쾌속
오미야 - 아게오 - 오케가와